# Paul Perkins
Paul Kerry Perkins II (* 16. November 1994 in Mesa, Arizona) ist ein US-amerikanischer American-Football-Spieler. Er spielte College Football für die University of California, Los Angeles und spielte in der National Football League (NFL) für die New York Giants und die Detroit Lions als Runningback. Zuletzt stand er bei den Indianapolis Colts unter Vertrag.

## Highschool
Paul Perkins ging auf die Chandler High School in Chandler, Arizona. In seinem ersten Highschool-Jahr erzielte Perkins 270 Yards Raumgewinn für zwei Touchdowns.
In seinem letzten Highschool-Jahr schaffte er es sogar in das All-State First Team mit 1297 Yards Raumgewinn und 20 Touchdowns. Zusätzlich fing er elf Pässe für 105 Yards und einen Touchdown. Im gleichen Jahr setzte Perkins auch einen Schulrekord im Hürdenlauf über 300 Meter (37,35 Sekunden).

## College
Nach der Highschool besuchte Perkins die University of California, Los Angeles (UCLA). In seinem dritten Jahr lief Perkins für 1.575 Yards. Dies waren die zweitmeisten Yards in der Geschichte der UCLA nach DeShaun Foster 2001.
Im Jahr 2015, inzwischen als Co-Kapitän des Teams, verbuchte Perkins 1.343 Yards und insgesamt 15 Touchdowns (14 Rushing, 1 Receiving). Am Ende der Saison wurde er als All-Time Leading Receiver auf der Runningback-Position der UCLA aufgeführt mit insgesamt 80 Catches während der Saison.

## NFL
Perkins wurde im NFL Draft 2016 in der fünften Runde an insgesamt 149. Stelle von den New York Giants gedraftet. Er unterschrieb bei den Giants einen Vierjahresvertrag über 2,59 Mio. Dollar inklusive eines Signing Bonus von 252.548 Dollar.
Perkins startete in 14 Saisonspielen und kam in diesen auf 456 Rushing Yards (4,1 Yards im Durchschnitt). Einen Touchdown konnte er nicht verbuchen.
Auch in seiner zweiten Saison gelang Perkins kein Touchdown. Nachdem er die gesamte Saison 2018 auf der Injured Reserve List verbrachte, setzten die Giants ihn nach zwei Spielen der Saison 2019, in denen er nicht im Aufgebot stand, auf die Waiver-Liste gesetzt. Daraufhin verpflichteten die Detroit Lions Perkins. Für die Lions bestritt er vier Spiele. Anschließend verbrachte er kurze Zeit im Practice Squad der Jacksonville Jaguars und der Baltimore Ravens.
Am 19. November 2020 verpflichteten ihn die Indianapolis Colts für ihren Practice Squad. Für die Saison 2021 nahmen die Colts Perkins erneut unter Vertrag, entließen ihn dann aber am 3. Mai 2021.

## Persönliches
Sein Vater Paul Bruce Perkins und sein Onkel Don Perkins spielten ebenfalls professionellen Football in der NFL. Sein Onkel konnte sich sogar acht Jahre in der Liga halten.